# Dragoș Firțulescu
Dragoș Petruț Firțulescu (Craiova, 15 maggio 1989) è un allenatore di calcio ed ex calciatore rumeno, di ruolo centrocampista. Vice allenatore del Malappuram.

## Statistiche

### Presenze e reti nei club
Statistiche aggiornate al 16 gennaio 2020.
| Stagione        | Squadra         | Campionato      | Campionato | Campionato | Coppe nazionali | Coppe nazionali | Coppe nazionali | Coppe continentali | Coppe continentali | Coppe continentali | Altre coppe | Altre coppe | Altre coppe | Totale | Totale |
| Stagione        | Squadra         | Comp            | Pres       | Reti       | Comp            | Pres            | Reti            | Comp               | Pres               | Reti               | Comp        | Pres        | Reti        | Pres   | Reti   |
| --------------- | --------------- | --------------- | ---------- | ---------- | --------------- | --------------- | --------------- | ------------------ | ------------------ | ------------------ | ----------- | ----------- | ----------- | ------ | ------ |
| 2019-2020       | Chennaiyin      | ISL             | 15+1       | 0          |                 | -               | -               |                    | -                  | -                  |             | -           | -           | 16     | 0      |
| Totale carriera | Totale carriera | Totale carriera | 16         | 0          |                 | -               | -               |                    | -                  | -                  |             | -           | -           | 16     | 0      |